# 에린 카딜로
에린 카딜로(Erin Cardillo, 1977년 2월 17일 ~ )는 미국의 배우이다.
화이트플레인스에서 태어났다.

## 출연 작품
- 어쩌다 로맨스 (2019년)
- 플래티넘 댄스 무비 (2014년)
- 스피크 나우 (2013년)
- Son of Morning (2011) - 제니퍼 역
- 섹시한 미녀는 괴로워 (2008년)
- 이븐 머니 (2006년)
- 선데이 모닝 (2006년)
- 인 더 믹스 (2005년)
- 커플링 (2003년)

### 텔레비전
- 잭과 코디, 우리 학교는 호화유람선 (2008년)